# 운도코엔역 (군마현)
운도코엔역(일본어: 運動公園駅, うんどうこうえんえき)은 일본 군마현 기류시에 있는 와타라세 계곡 철도 와타라세 계곡선의 역이다. 부근에 있는 조모 전기 철도 조모 선 기류큐조마에 역과 환승역으로 알려졌다. 역 번호는 WK04이다.

## 역 구조
단선 승강장 1면 1선의 지상역으로 무인역이다.

## 역 주변
기류 시 운동공원 앞에 위치하고 공원 건너편에 조모 전기 철도 조모 선의 기류큐조마에 역이 있다.
- 기류 시 운동공원
  - 기류 구장
  - 시민 체육관
- 군마 현 기류니시 고등학교
- 기류 시립 가와우치미나미 초등학교
- 기류 시립 가와우치 중학교
- 기류 시 교통국 와타나세 단지
- 국도 제122호선
- 아이카와바시

## 역사
- 1989년 3월 29일: JR 동일본 아시오 선(현, 와타라세 계곡선)의 와타라세 철도에 환수와 동시에 개업.

## 인접역
| ■ 와타라세 계곡 철도 와타라세 계곡선 | ■ 와타라세 계곡 철도 와타라세 계곡선 | ■ 와타라세 계곡 철도 와타라세 계곡선 |
| ------------------------------------ | ------------------------------------ | ------------------------------------ |
| WK03 아이오이 기류 방면              |                                      | 오마마 WK05 마토 방면                |